# Jerker Lysell

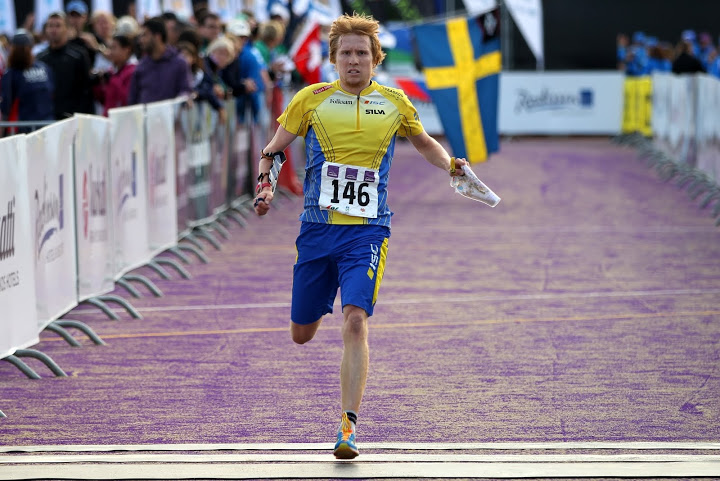
Jerker Lysell, 2013

Jerker Lysell (* 27. April 1989 in Bollnäs) ist ein schwedischer Orientierungsläufer. 

## Laufbahn
Der Sprintspezialist Lysell startete 2010 in Trondheim bei seinen ersten Weltmeisterschaften der Aktiven. Er belegte dabei den 11. Platz im Sprint. 2011 konnte er beim Knockout-Sprint in Göteborg seinen ersten Weltcuperfolg feiern. Am Ende der Saison 2011 belegte er im Gesamtweltcup den neunten Platz. Lysells Formkurve stieg auch im folgenden Jahr an, als er bei den Heimeuropameisterschaften hinter seinem Landsmann Jonas Leandersson und dem Bulgaren Kiril Nikolow und zeitgleich mit dem Schweizer Daniel Hubmann die Bronzemedaille im Sprint gewann. Den Gesamtweltcup schloss er 2012 als Fünfter ab. 2013 nahm er an den World Games im kolumbianischen Cali teil und gewann hier ebenfalls die Bronzemedaille, diesmal hinter Matthias Kyburz aus der Schweiz und dem Russen Andrei Chramow. 2014 wurde er im portugiesischen Palmela Vizeeuropameister im Sprint hinter Leandersson, den Sprint in Venedig bei den Weltmeisterschaften 2014 beendete Lysell als Vierter, ebenso wie die neueingeführte Sprintstaffel, bei der Lysell für die schwedische Mannschaft startete.
Lysell gehört dem Verein Rehns BK aus seiner Heimatstadt Bollnäs an. Er wurde 2011 und 2012 Schwedischer Meister im Sprint.

## Platzierungen
| Weltmeisterschaften    | Sprint | Mittel | Lang | Staffel | Mixed |
| ---------------------- | ------ | ------ | ---- | ------- | ----- |
| 2010 Trondheim         | 11.    |        |      |         |       |
| 2011 Savoie            | dsq.   |        |      |         |       |
| 2012 Lausanne          | 13.    |        |      |         |       |
| 2013 Vuokatti          | 8.     |        |      |         |       |
| 2014 Trient & Venetien | 4.     |        |      |         | 4.    |

| Europameisterschaften | Sprint | Mittel | Lang | Staffel |
| --------------------- | ------ | ------ | ---- | ------- |
| 2012 Falun            | 3.     | 28.    |      |         |
| 2014 Palmela          | 2.     | dsq.   |      |         |

| Junioren-WM      | Sprint | Mittel | Lang | Staffel |
| ---------------- | ------ | ------ | ---- | ------- |
| 2008 Göteborg    | 9.     | 37.    | 101. |         |
| 2009 San Martino | 26.    | 33.    | 28.  |         |

| Gesamt-Weltcup | Gesamt-Weltcup |
| -------------- | -------------- |
| 2010           | 18.            |
| 2011           | 9.             |
| 2012           | 5.             |